# Vuoksi
A Vuoksi (oroszul Вуокса, átírva Vuoksza, finnül |Vuoksi, svédül Vuoksen) folyó a Finn-tóvidéken, amely Finnország délkeleti részétől, a Karéliai-félszigettől és a Saimaa tótól a Ladoga-tóig szalad, Oroszország északnyugati részéig. 
A folyó 162 kilométer hosszú, vízgyűjtője 52 400 kilométer. Összeköti Európa legnagyobb és negyedik legnagyobb édesvizű tavát, a Ladogát és a Saimaat. 
A Ladogát három ágban éri el: a régi, északi ágban Priozerszknél (finn Käkisalmi), egy kisebb ágban ettől pár kilométerre még északabbra, és az új déli ágban, 50 kilométerre délkeletre Burnaja folyó néven (finn Taipaleenjoki). Vízhozam tekintetében a legutóbbi vált a fő ággá. 1857 óta régi északi ágai csak a Vuoksi-medence alsó részének vizét vezetik le, és nem táplálja őket a Saimaa-tó. Az északi és a déli ágak valójában két külön folyórendszerhez tartoznak, amelyek száraz időben időnként nincsenek is összeköttetésben egymással.  
A Saimaa és a Ladoga között 69 méter a szintkülönbség. A Vuoksi hossza a priozerszki ágban 162 kilométer, a taipalei ágban csak 150 kilométer. A folyó csaknem a teljes hosszában rövid folyószerű szakaszokkal összekötött tavakká szélesedik. Az egyik ilyen tavat a szovjetek Vuoksa-tóra nevezték át az eredeti finn Uusijärvi névről.

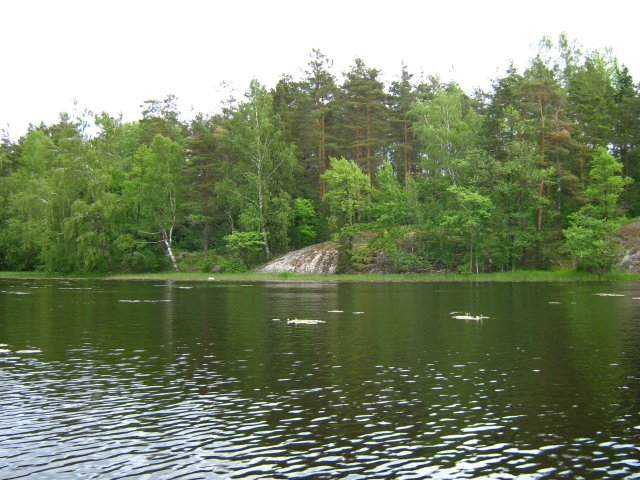
A Vuoksi Melnyikovo közelében

A Vuoksi a Ladoga-tót összeköti Finnország központi vidékével. Régen fontos kereskedelmi és kommunikációs útvonal volt. Nyugati ága, amely egy máig tartó földmegemelkedés miatt eltűnt, a karéliaiak alternatív útvonala volt a Finn-öböl felé olyan időkben, mikor a Néva folyót ellenség zárta el. Ma a Saimaa-csatorna visz a Finn-öbölig, amely elkerüli a Vuoksit és Viborg középkori városa közelében ömlik a Viborgi-öbölbe, a Finn-öböl kiszögellésébe.

## Külső hivatkozások
- The creation of the Vuoksi River preceded a significant cultural shift, September 15, 2014, Phys.org

## Fordítás
- Ez a szócikk részben vagy egészben  a   Vuoksi River című angol Wikipédia-szócikk ezen változatának fordításán alapul.  Az eredeti cikk szerkesztőit annak laptörténete sorolja fel. Ez a jelzés csupán a megfogalmazás eredetét és a szerzői jogokat jelzi, nem szolgál a cikkben szereplő információk forrásmegjelöléseként.